# BJ Harrison
BJ Harrison (* 19. Juli 1950 in Los Angeles, Kalifornien) ist eine US-amerikanische Schauspielerin.

## Karriere
Ihre ersten kleineren Nebenrollen fürs Fernsehen absolvierte BJ Harrison in den 90ern u. a. in Akte X – Die unheimlichen Fälle des FBI, Outer Limits – Die unbekannte Dimension und zahlreichen Fernsehfilmen wie Allein gegen den Killer oder Resurrection – Die Auferstehung. Es folgten ab den 2000ern weitere Nebenrollen in Serien wie Stargate Atlantis, Lucifer, Motherland: Fort Salem, Maid, Ollies Odyssee oder Family Law sowie diverse Fernsehfilmproduktionen.
Ende der 2000er und in den 2010er Jahren stand sie schließlich auch vermehrt für Spielfilme und teils Kinoproduktionen wie 2012, Zahnfee auf Bewährung, Planet der Affen: Prevolution, Gregs Tagebuch 3 – Ich war’s nicht! oder Run – Du kannst ihr nicht entkommen vor der Kamera.

## Filmografie (Auswahl)
- 1994: Akte X – Die unheimlichen Fälle des FBI (Fernsehserie, 2 Folgen)
- 1995: Outer Limits – Die unbekannte Dimension (Fernsehserie, 1 Folge)
- 1996: For Hope (Fernsehfilm)
- 1997: Allein gegen den Killer (Fernsehfilm)
- 1999: Resurrection – Die Auferstehung (Fernsehfilm)
- 2003: Battlestar Galactica (Fernsehserie, 2 Folgen)
- 2008: Stargate Atlantis (Fernsehserie, 1 Folge)
- 2009: 2012
- 2010: Zahnfee auf Bewährung
- 2010: Supernatural (Fernsehserie, 1 Folge)
- 2011: The Killing (Fernsehserie, 1 Folge)
- 2011: Planet der Affen: Prevolution
- 2012: Gregs Tagebuch 3 – Ich war’s nicht!
- 2013: Rogue (Fernsehserie, 2 Folgen)
- 2015: Wayward Pines (Fernsehserie, 1 Folge)
- 2016: Lucifer (Fernsehserie, 1 Folge)
- 2017: Entanglement
- 2017: Loudermilk (Fernsehserie, 2 Folgen)
- 2018: Beyond (Fernsehserie, 2 Folgen)
- 2018: Riverdale (Fernsehserie, 1 Folge)
- 2018–2019: Eine Reihe betrüblicher Ereignisse (Fernsehserie, 4 Folgen)
- 2018–2020: Chilling Adventures of Sabrina (Fernsehserie, 5 Folgen)
- 2020: Run – Du kannst ihr nicht entkommen
- 2020: Motherland: Fort Salem (Fernsehserie, 9 Folgen)
- 2021: Maid (Miniserie bei Netflix, 6 Folgen)
- 2022: Ollies Odyssee (Miniserie, 3 Folgen)
- 2022: Die Phantomwelpen (Fernsehserie, 5 Folgen)
- 2022–2024: Family Law (Fernsehserie, 8 Folgen)
- 2023: A Million Little Things (Fernsehserie, 1 Folge)
- 2023: Double Life